# Skillinge säteri

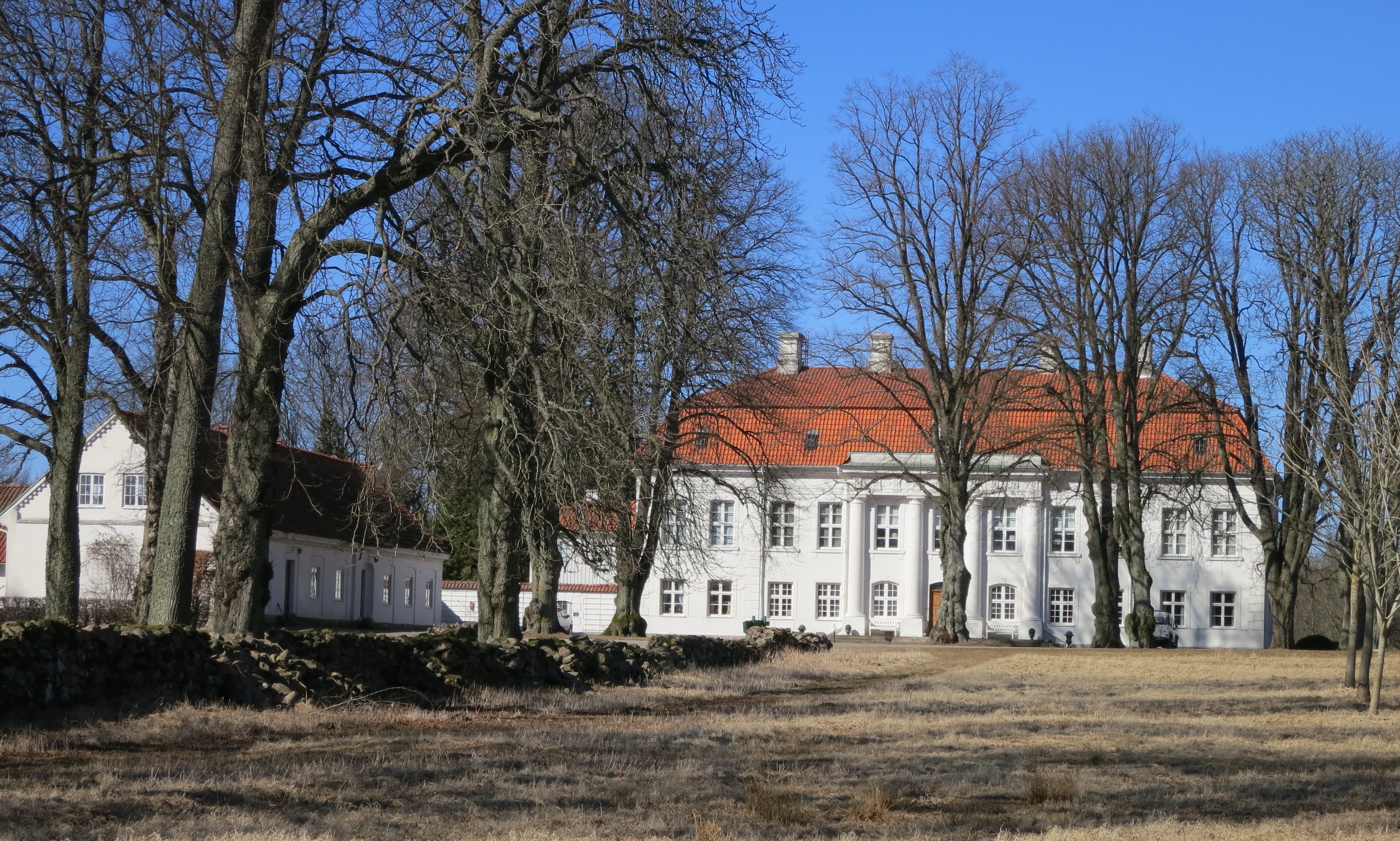
Skillinge säteri år 2013.

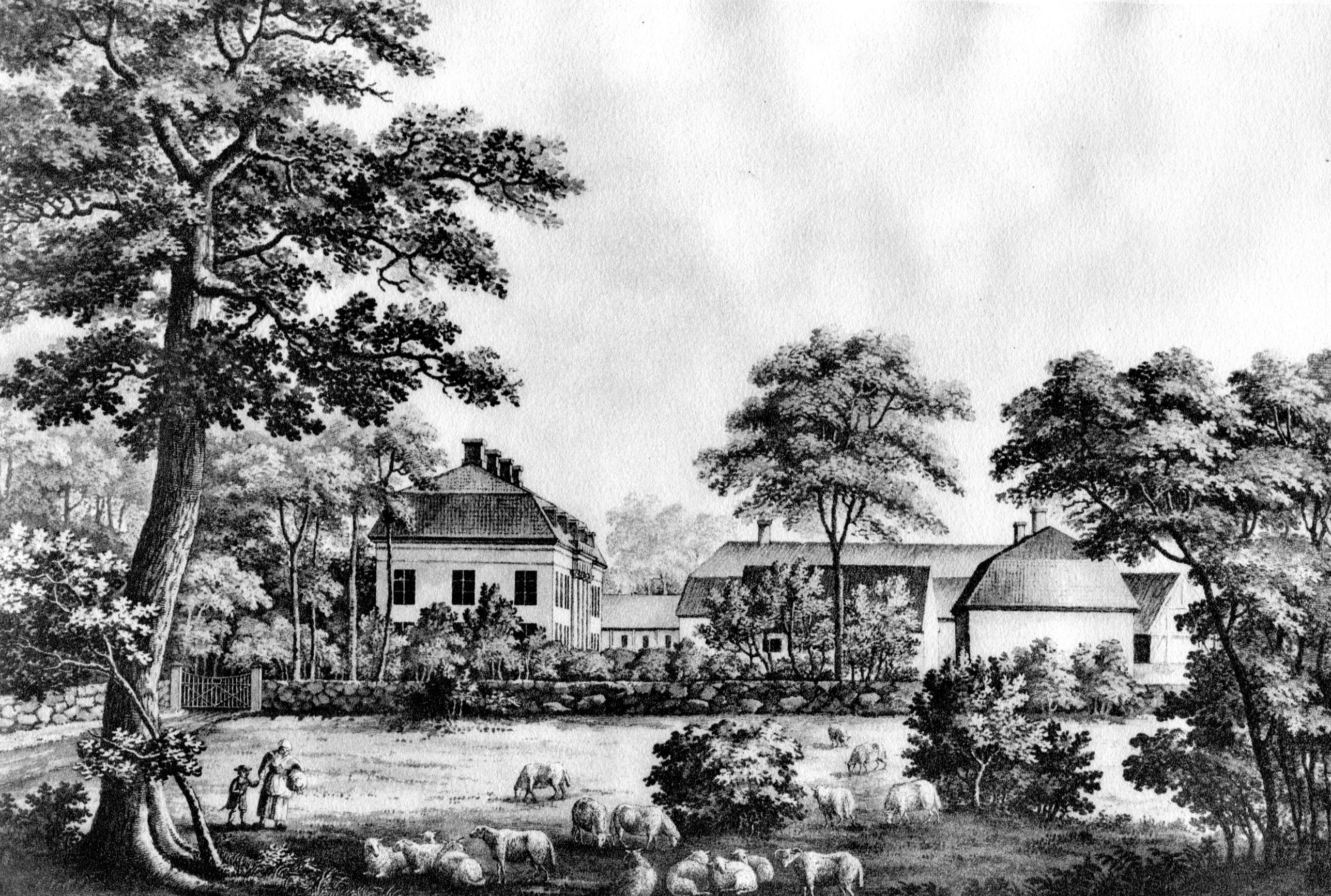
Skillinge säteri från västra sidan år 1817. Från Fordna och närvarande Sverige Bild: Ulrik Thersner. Gravyr: Carl Fredrik Akrell.

Skillinge säteri är en herrgård söder om Munka Ljungby i Ängelholms kommun. Gården omfattar omkring 500 hektar.

## Historia
Säteriet har anor från 1500-talet. Den nuvarande huvudbyggnaden och flygeln uppfördes 1778-1780 i klassicistisk stil, förmodligen efter ritningar av Carl Henrik König, stadsarkitekt i Stockholm. Entrépartiet har kolonner som vore det ett grekiskt tempel. 
Trädgården var omtalad på 1700-talet med sina avenbokshäckar och spegeldammar. Enligt Carl von Linné sprutade en fontän i en av dammarna upp till 33 alnars höjd. På 1780-talet utökades trädgården med en vidsträckt engelsk park.
År 1916 förvärvades Skillinge av Karl Lenonard Hansson. Skillinge ägs fortfarande av hans släktingar. Nuvarande ägare är Margareta Nordström. Bland tidigare ägare märks Samuel von Hyltéen och dennes dotterson Samuel Henrik Horn.
Ägaren till Skillinge var tidigare patronus i Munka-Ljungby och Ängelholms församlingars pastorat.